# Recordoxylon
Genre
Recordoxylon est un genre de plantes à fleurs dicotylédones de la famille des Fabaceae, sous-famille des Caesalpinioideae, originaire d'Amérique du Sud,  qui compte quatre espèces acceptées.

## Liste d'espèces
Selon The Plant List (1 octobre 2018) :
- Recordoxylon amazonicum (Ducke) Ducke
- Recordoxylon pulcherrimum Barneby
- Recordoxylon speciosum (Benoist) Gazel ex Barneby
- Recordoxylon stenopetalum Ducke